# Chireno
Chireno est une ville située au sud-est du comté de Nacogdoches, au Texas, aux États-Unis,. La ville est baptisée en référence à Jose Antonio Chireno, un pionnier espagnol.

## Démographie
Lors du recensement de 2010, la ville comptait une population de 386 habitants. Elle est estimée, en 2016, à 386 habitants.

### Source de la traduction
- (en) Cet article est partiellement ou en totalité issu de l’article de Wikipédia en anglais intitulé « Chireno, Texas » (voir la liste des auteurs).